# Magüi Payán
Magüí Payán est une municipalité située dans le département de Nariño en Colombie.